# Novotóshkivske
Novotóshkivske (en ucraniano: Новотошківське; en ruso: Новотошковское, romanizado: Novotóshkovskoye) es un asentamiento urbano ucraniano perteneciente al óblast de Lugansk. Situado en el este del país, formaba parte del raión de Popasna hasta 2020, aunque ahora es parte del raión de Sievierodonetsk y del municipio (hromada) de Novotóshkivske. 
El asentamiento se encuentra ocupado por Rusia desde el 26 de abril de 2022, siendo administrado como parte de la de facto República Popular de Lugansk.

## Geografía
Novotóshkivske está a unos 22 km al noreste de Popasna y 52 km al noroeste de Lugansk. También está 10 km al suroeste de Golubivka.

## Historia
Novotóshkivske se fundó en 1956 como el asentamiento de Donetske-1 (en ucraniano: Донецьке-1). El sitio recibió el estatus de asentamiento de tipo urbano en 1972 y su actual nombre, que deriva del asentamiento urbano de Tóshkivka.
En la guerra del Dombás, que comenzó a mediados de abril de 2014, ha provocado bajas tanto civiles como militares ya que Novotóshkivske se encuentra directamente en la línea de batalla entre las partes. Hasta el 7 de octubre de 2014, Novotoshkivske formó parte del municipio de Kírovsk, después de lo cual se incorporó al raión de Popasna. El 1 de diciembre de 2016 un soldado ucraniano murió en una escaramuza cerca del asentamiento en el curso de un intento de infiltración a través de la línea de demarcación por parte de fuerzas prorrusas, apoyadas por fuego de mortero de 120 mm. Un militar ucraniano murió por bombardeo el 26 de enero de 2017 y otro murió en un enfrentamiento directo con las tropas prorrusas el 15 de julio de 2017.
Durante la invasión rusa de Ucrania de 2022, Rusia lanzó fuertes ataques aéreos contra Novotóshkivske con casi todos los edificios fueron destruidos. El 26 de abril de 2022, funcionarios ucranianos informaron que las fuerzas rusas habían capturado el asentamiento.

## Estatus administrativo
Hasta julio de 2020, Novotóshkivske formaba parte del raión de Popasna. Como resultado de la reforma de 2020 de las divisiones administrativas de Ucrania, en julio de 2020 el número de raiones del óblast de Lugansk se redujo a seis y se incorporó al recién creado raión de Sievierodonetsk.

## Demografía
La evolución de la población entre 1989 y 2021 fue la siguiente:
| 3791                                                          | 2722 | 2349 | 2349 | 2231 | 2170 |
| (Fuente: Cities & Towns of Ukraine y UKRAINE: Größere Städte) |      |      |      |      |      |

Según el censo de 2001, la lengua materna de la mayoría de los habitantes, el 62,97%, es el ruso; del 36,59% es el ucraniano.

## Infraestructura

### Transporte
Novotóshkivske está conectado con Lugansk por la carretera territorial Т 1303.

## Personas ilustres
- Olena Tokar: soprano lírica ucraniana que es miembro de la ópera de Leipzig.